# Vác FC
O Vác FC é uma equipe húngara de futebol fundado em 1899 com sede em Vác. Disputa a segunda divisão da Hungria (Nemzeti Bajnokság II).
Manda seus jogos no estádio Városi Vác, que tem capacidade para 9.000 espectadores.

## Títulos
- Nemzeti Bajnokság I: 1993–94
- Nemzeti Bajnokság II: 1986–87 e 2005–06
- Regionállis Bajnokság: 1913 e 1924 [1]